# Écorché

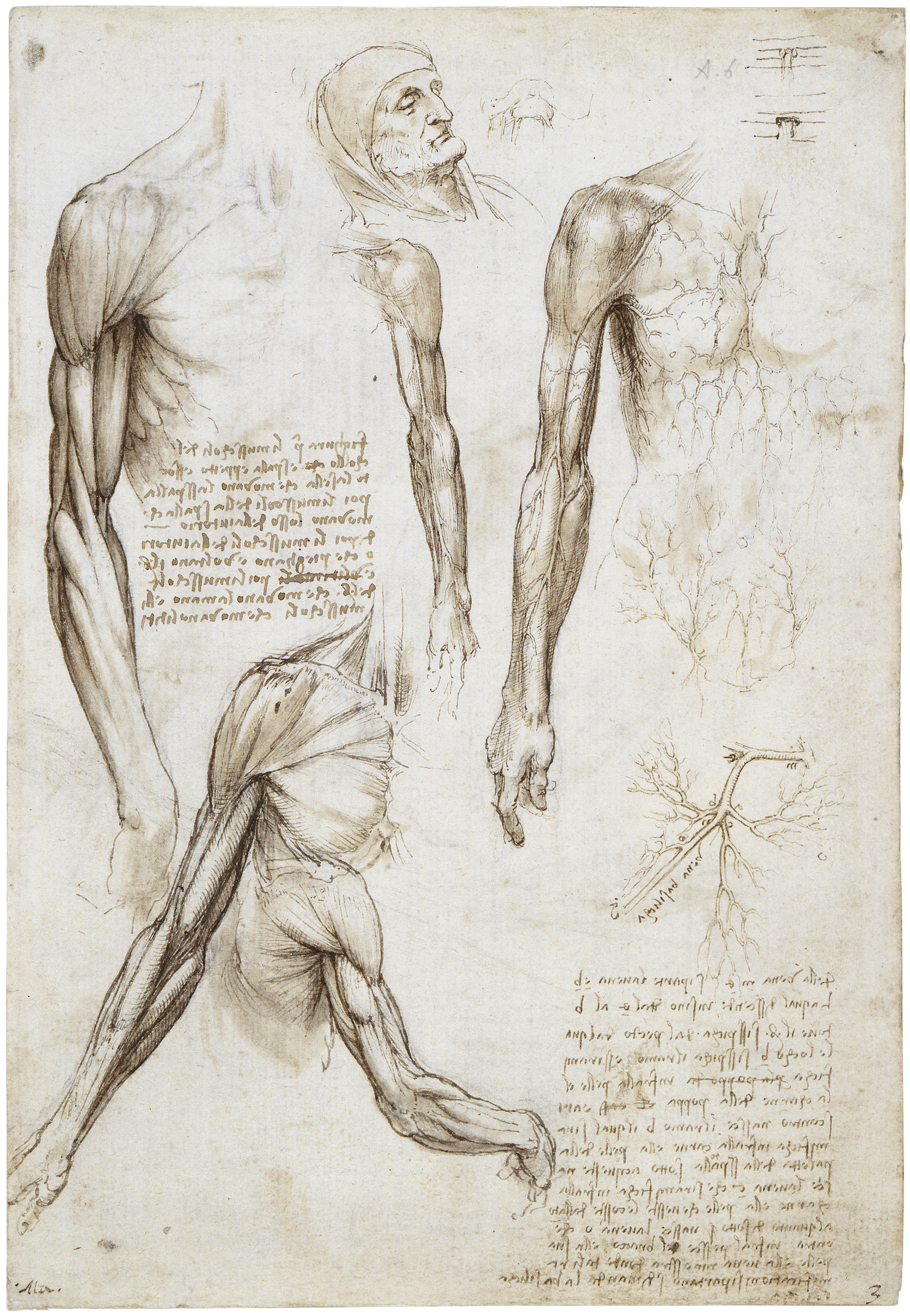
Écorché av Leonardo da Vinci

Écorché är en konstvetenskaplig term för avbildningar av människo- och djurkroppar med muskler, men utan hud eller skinn.
Konstnärer i Europa började under 1400-talet intressera sig för naturtrogna avbildningar av människor och djur. Under 1500-talet gjordes banbrytande arbeten i konstnärlig anatomi, såsom Andreas Vesalius verk De humani corporis fabrica libri septem (Sju böcker om människokroppens uppbyggnad), vilka utgavs år 1543. Under renässansen i Italien utbildade sig bildkonstnärer ofta i konstnärlig anatomi. Arkitekten och konstteoretikern Leon Battista Alberti rekommenderade konstnärer att för avbildningar av nakna kroppar först skissera muskler och ben och först därefter avbilda huden.
En av de konstnärer som är kända för systematiska anatomiska studier i konstnärligt syfte är Leonardo da Vinci. Han företog dissektioner av människokroppar och gjorde detaljerade teckningar av dessa.
Ordet écorché kommer från det franska verbet écorcher, 'flå', och myntades i franska konstskolor som École des Beaux Arts under 1800-talet. 
Under 2000-talet har konstnärlig anatomi och écorché blivit populära igen för konstruktion av dataspel och för datoranimation för att få fram figurer som ser naturliga ut och ser ut att röra sig på ett naturtroget sätt. I Sverige har utbildning i écorché getts under några år på 00-talet vid Luleå tekniska universitets campus i Skellefteå.